# Возвращение человека по имени Лошадь
«Возвращение человека по имени Ло́шадь» (англ. The Return of a Man Called Horse; другой вариант перевода — «Возвращение человека по имени Конь») — американский вестерн 1976 года режиссёра Ирвина Кершнера с Ричардом Харрисом в главной роли, рассказывающий о столкновении за землю народа сиу между индейцами и белыми. Продолжение фильма 1970 года «Человек по имени Лошадь». В 1982 вышла заключительная часть трилогии «Триумфы человека по имени Лошадь».

## Сюжет
Действие фильма происходит спустя три года после возвращения Джона Моргана по прозвищу Лошадь в Англию. Племя сиу, в котором он жил, подвергается нападению индейцев, которые сотрудничают с белыми торговцами. Напавшие убивают большую часть сиу, другие попадают в рабство к торговцам, а стариков и детей прогоняют со священных земель в пустоши. В это время в Англии Джон Морган, 8-й граф Килдэрский, принимает решение вернуться в Америку и покидает своё поместье.
Увидев разорённую стоянку сиу, Морган натыкается на торговый пост. С помощью одного из местных людей он узнаёт о пустоши. Первой он встречает свою старую знакомую Лосиху, которая и возвещает о его приходе. Его радостно принимают, он раздаёт подарки, но шаман выступает против Моргана, а его дары жертвует злому духу. Лосиха объясняет Джону, что духи племени и охоты оставили их. Морган отвечает, что если завтра вернуть подарки, то всё у них получится. Она говорит, что он ведёт себя как белый человек, а не как сиу, и что нужно ждать знак от злого духа. На следующий день, не найдя подарков, Морган решает, что их украл шаман. Он просит членов племени найти их, но они отворачиваются от него. Он рассказывает Лосихе, что хочет вернуть обретённую среди них силу великого духа, которую потерял, вернувшись в Англию — без неё он морально слаб. Она говорит, что он должен забыть себя. Ради этого Морган проходит обряд очищения и заново совершает обряд инициации вместе с юношами племени. Во время ритуала начинается дождь с грозой, что принимают за знак доброй воли. На следующий день они выходят охотиться на бизонов, во время которой на них нападают индейцы, но они отбивают нападение и берут пленного. Чтобы отбить свои земли, они обращаются за помощью к другой ветви племени сиу, но те отказывают им в поддержке. Морган отпускает пленника с посланием о мире, но враги согласны лишь на войну.
Сиу захватывают часть оружия и планируют штурм торгового поста. Ввиду малого количества людей Морган решает готовить к бою всех, включая женщин и детей. С помощью похищенного пороха они прорывают оборону поста, проникают внутрь и взрывают главную вышку с начальником поста Зенасом, таким образом побеждая. Во время боя старый вождь сиу погибает, и его место занимает сын.
В эпилоге говорится, что Джон Морган остался в племени, прожил в нём до своей смерти в 1854 году и стал одной из легенд народа сиу.

## В ролях
- Ричард Харрис — Джон Морган
- Гейл Сондергард — Лосиха
- Джеффри Льюис — Зенас
- Уильям Лаккинг — Том Грайс
- Энрике Лусеро — Ворон
- Рехино Эрерра — Бегущий Волк
- Педро Дамиан — Стоящий Медведь
- Эухения Долорес — Коричневая Голубка
- Альберто Марискаль — Красное Облако
- Ана Де Саде — Лунная Звезда

## Съёмки
Основная часть съёмок прошла в Южной Дакоте, США. Ряд сцен были сняты в Великобритании и Мексике.

## Критика
Фильм получил смешанные оценки критиков. Роджер Эберт не особо критично отнёсся к фильму, но заметил что фильм пытается подать себя слишком серьёзным и страдает от излишнего внимания к деталям. Как писал Эберт, фильм показывает шовинизм среди белых людей, но это, кажется, проявление строгости по отношению к самому себе. Хронометраж фильма длится два часа, хотя по темпу старается походить на эпопею. В основе фильма лежит четыре идеи: возвращение, примирение, месть и возрождение. Но этого покажется мало для двухчасового кино, и это, поверьте мне, даже со всей этой знаменательной музыкой, пытающейся казаться фильм чем-то монументальным и важным.
Эберт также раскритиковал повторение из первого фильма. Эберт написал: «что раздражало меня в фильме, так это обряд инициации, который повторен в этом фильме в более мрачных и кровавых деталях, как будто зрителям не хватило одного раза. В первом фильме Моргану прорезали грудные мышцы ножом, засовывали туда когти орла и на канатах подвешивали за них, пока его сознание до достаточной степени не очищалось. Можно подумать, что подобные этой церемонии — всего лишь трюк, только без залпа ракеты».